# Slokovec
Slokovec – wieś w Chorwacji, w żupanii varażdińskiej, w mieście Ludbreg. W 2011 roku liczyła 257 mieszkańców.